# Keulsepoort (Brussel)

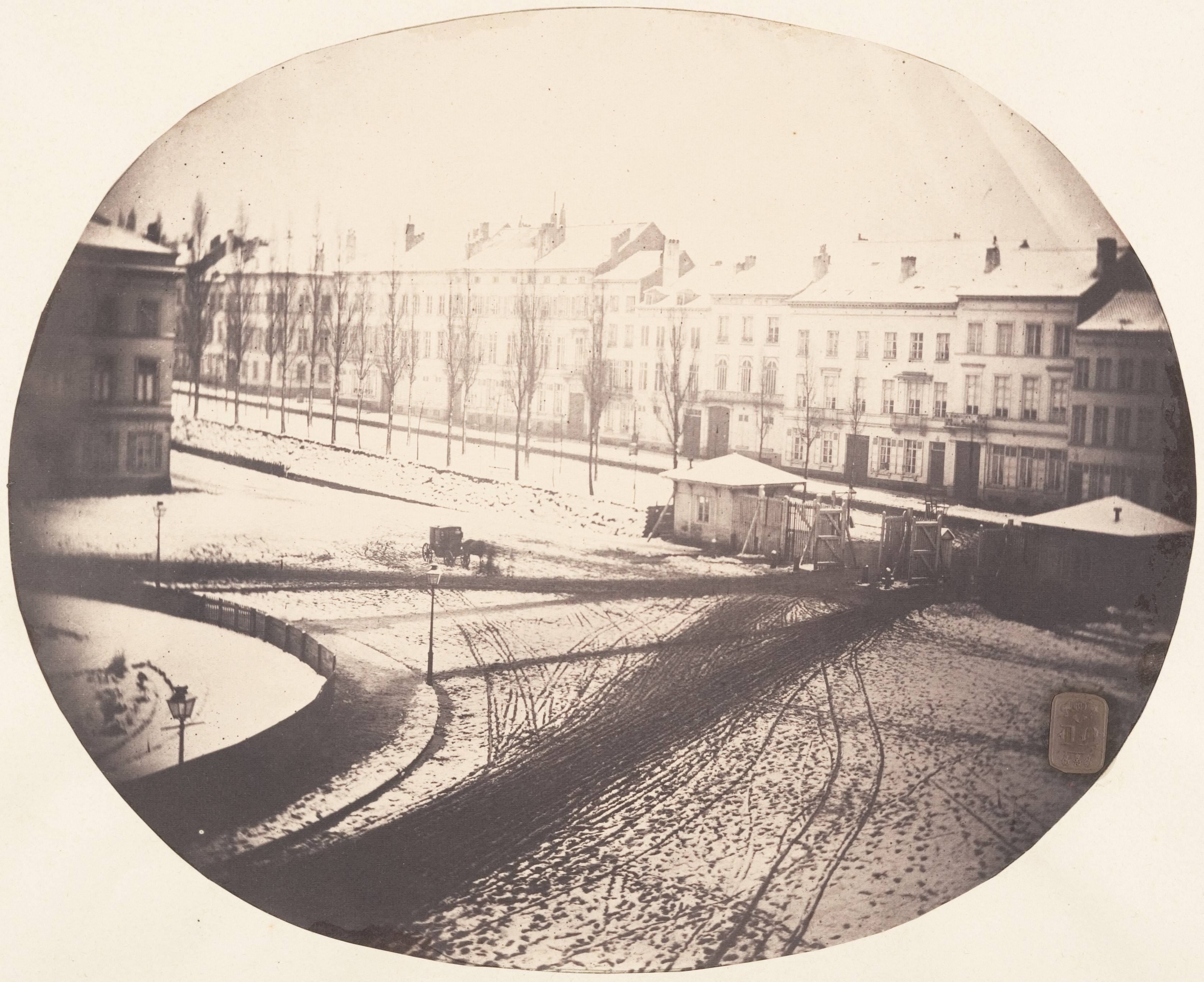
De Keulsepoort en het Keulenplein op een foto van Louis Dubois de Nehaut uit 1854

De Keulsepoort (Frans: Porte de Cologne) was in de 19e eeuw een octrooipoort van Brussel die het huidige Rogierplein verbond met de Nieuwstraat. 

## Geschiedenis
Oorspronkelijk lag de aloude Coelscheporte op de tweede omwalling. Het is niet zeker dat de benaming naar Keulen verwees, ook "Kolenpoort" is een goede mogelijkheid. In elk geval ging men spreken over de Schaarbeeksepoort naarmate het dorp Schaarbeek verstedelijkte. 
Begin 19e eeuw werden de stadsmuren en de poorten ontmanteld om in de plaats brede boulevards aan te leggen, wat geruime tijd in beslag nam. In 1839 werd de Nieuwstraat verlengd om toegang te geven tot het nieuw gebouwde Noordstation, dat het krappe Groendreefstation moest opvolgen. Het stationsplein kreeg de naam Place de Cologne. Later zou het worden hernoemd tot Place de la Nation en vervolgens Rogierplein. De octrooipoort tussen de Nieuwstraat en het Keulenplein, die tot 1860 zou blijven bestaan, stond daarom bekend als de Porte de Cologne. Tot de overwelving van de Zenne en de aanleg van de centrale lanen was dit de route voor treinreizigers naar het centrum en het Zuidstation.